# Gyrophaena joyioides
Gyrophaena joyioides är en skalbaggsart som beskrevs av Wüsthoff 1937. Gyrophaena joyioides ingår i släktet Gyrophaena, och familjen kortvingar. Arten är reproducerande i Sverige.